# Sweet Virginia
"Sweet Virginia" er en sang fra 1972, der blev skrevet af sangskriverparret Mick Jagger og Keith Richards, til bandet The Rolling Stones album Exile on Main St..
Richards fortalte i 1972 om, hvorfor de havde indspillet sangen og udgivet den på albummet: ”Jeg ville udgive ”Sweet Virginia”, da den var en nem sang at lytte til .”
På nummeret der blev indspillet var der følgende musiker. Jagger sang og spillede mundharmonika, mens Richards og Mick Taylor spillede sangens guitarer. Trommer og bass blev spillet af henholdsvis Charlie Watts og Bill Wyman. Saxofonen på sangen blev spillet af Bobby Keys, og klaveret af Ian Stewart. Koret bestod af Richards, Clydie King, Vanetta Fields, Dr John, Shirley Goodman og Tammi Lynn 
Sangen er udgivet, i en live version, på albummet Stripped fra 1995. 